# Ordem da Santíssima Anunciação
A Ordem da Santíssima Anunciação (Latim: Ordo Sanctissimae Annuntiationis), (sigla O.SS.A.) é uma ordem religiosa católica de clausura monástica e de orientação puramente contemplativa surgida no século XVII. Fundada pela Beata Maria Vittoria De Fornari Strata, esta ordem religiosa foi aprovada provisoriamente a 15 de março de 1604, pelo Papa Clemente VIII, e aprovada definitivamente a 6 de agosto de 1613, pelo Papa Paulo V.
Às monjas é dado o nome de Celestes (ou Monjas da Anunciação Celeste) e atualmente existem conventos da sua ordem religiosa na Itália (Roma), em Portugal (Fátima), e nas Filipinas.